# Fetozid
Der Begriff Fetozid (lateinisch fetus ‚Fötus‘ und lat. caedere ‚töten‘) bezeichnet die gezielte Tötung und Entfernung eines oder mehrerer Föten im Mutterleib. 
Diese Form des Schwangerschaftsabbruchs wird insbesondere bei Spätabbrüchen wegen Behinderung des Ungeborenen oder Mehrlingsschwangerschaften (um nicht alle Föten zu töten) angewendet.
Dagegen werden die meisten Schwangerschaftsabbrüche so früh durch vorzeitige Beendigung der Schwangerschaft vorgenommen, dass das Kind noch nicht außerhalb des Mutterleibs lebensfähig ist; diese Fälle werden hier nicht unter dem Begriff Fetozid behandelt.
Sexistisch motivierter Fetozid kann auch auf Basis einer geschlechtsselektiven Abtreibung erfolgen, durch den die Geburt eines Kindes auf Basis des zu erwartenden Geschlechtes verhindert werden soll.

## Medizinische Indikationen
Nach deutschem Recht besteht die Möglichkeit, eine Schwangerschaft aus medizinischer Indikation in jedem Stadium zu beenden, wenn durch eine Lebendgeburt des Kindes die körperliche oder seelische Gesundheit der Mutter gefährdet würde und diese Gefahr auf keine andere für sie zumutbare Weise abgewendet werden kann (218a Abs. 2 StGB). Ein Schwangerschaftsabbruch aus eugenischer Indikation ist in Deutschland seit 1995 nicht mehr ausdrücklich erlaubt. Das bedeutet, dass für die Frage, ob ein Schwangerschaftsabbruch, der mehr als 12 Wochen nach der Empfängnis vorgenommen wird, im Einzelfall legal ist, ausschließlich die gesundheitliche Gefährdung der Mutter ausschlaggebend ist. Praktisch spielen schwere fetale Missbildungen hierbei zwar häufig eine zentrale Rolle, in rechtlichem Sinne kommt ihnen jedoch nur eine mittelbare Bedeutung zu.
In der Praxis bezieht sich die medizinische Indikation häufig auf Fälle, in denen während der Schwangerschaft durch vorgeburtliche diagnostische Maßnahmen eine Chromosomenstörung wie Trisomie 21 oder eine schwerwiegende Fehlbildung festgestellt wurde, beispielsweise Spina bifida aperta. In einem fortgeschrittenen Schwangerschaftsstadium, in dem der Fötus außerhalb der Gebärmutter lebensfähig wäre, wird der Fetozid vor einem Schwangerschaftsabbruch durchgeführt, um eine Lebendgeburt zu verhindern. Der Eingriff muss vor Einsetzen der Eröffnungswehen erfolgen, da mit Beginn des Geburtsvorgangs das Ungeborene juristisch als Mensch gilt und die zu diesem Zeitpunkt vorgenommene Tötung als Totschlag oder Mord strafrechtlich verfolgt wird. Bei operativer Geburt liegt dieser Zeitpunkt auf der Öffnung der Gebärmutter zum Zweck der Beendigung der Schwangerschaft durch Entnahme des Kindes aus dem Mutterleib.
Bei Drillings- oder höhergradigen Schwangerschaften, die in der Regel als Folge einer künstlichen Befruchtung auftreten, kann ein Fetozid durchgeführt werden, um das Überleben und die Entwicklungsfähigkeit der verbliebenen Föten zu sichern sowie das für die Schwangere deutlich erhöhte Risiko von Schwangerschaftskomplikationen wie Präeklampsie, Eklampsie oder eine Lungenembolie herabzusetzen. Wurden im Rahmen der Voruntersuchungen keine Gendefekte oder Differenzen in der Entwicklung der Föten festgestellt, erfolgt die Auswahl über den Fötus, der am leichtesten zugänglich ist.  Es ist gemäß der Stellungnahme der Bundesärztekammer unzulässig, mehr Föten abzutöten, als zur indikationsbegründenden Gefahrenabwendung zwingend erforderlich ist.

## Durchführung
Unter Ultraschallsicht dringt der Arzt mit einer Nadel über die Bauchdecke der Schwangeren in die Gebärmutter und die Fruchtblase ein. Über die Nabelschnurblutgefäße werden dem ausgewählten Fötus zunächst schmerzstillende Medikamente verabreicht, im Anschluss erfolgt die Injektion von Kaliumchlorid in das fetale Herz. Der daraus resultierende Herzstillstand tritt innerhalb weniger Minuten ein. Im Falle einer Mehrlingsschwangerschaft verbleibt der abgetötete Fötus bis zur Geburt in der Gebärmutter, sollte er nicht zuvor vom Körper der Schwangeren resorbiert worden sein.
Die Häufigkeit eines solchen Eingriffs wird in Deutschland auf etwa 150 Fälle pro Jahr geschätzt, die Dunkelziffer liegt jedoch um ein Vielfaches höher, nicht zuletzt, da betroffene Eltern auch Hilfe im Ausland suchen. Die Schwangere bleibt in der Regel während der Prozedur bei Bewusstsein. Der Fötus wird in der Regel geboren und nicht durch Kaiserschnitt entfernt.

## Prävention
Um im Rahmen einer Sterilitätsbehandlung die Entstehung einer höhergradigen Mehrlingsschwangerschaft und damit die Anzahl unnötiger Fetozide zu verhindern, sind nach Empfehlung der Bundesärztekammer bereits im Vorfeld sämtliche Präventivmaßnahmen durch die verantwortlichen Reproduktionsmediziner zu ergreifen. Hierzu gehören die ausführliche Aufklärung der betroffenen Paare, die sorgfältige Überwachung der künstlich stimulierten Zyklen, die Vermeidung von Hormonüberstimulierungen und des Einsetzens von mehr als zwei Embryonen.

## Kritik
Insbesondere der Fetozid zur Mehrlingsreduktion ist ethisch höchst umstritten. Perinatalmediziner kritisieren insbesondere die zum Teil unverantwortliche Vorgehensweise im Bereich der Sterilitätsbehandlung, bei der die künstliche Herbeiführung einer Schwangerschaft höchste Priorität hat und der Fetozid bereits im Vorfeld als „Therapiemöglichkeit“ einer höhergradigen Mehrlingsschwangerschaft leichtfertig in Kauf genommen wird. Ferner äußern sie in diesem Zusammenhang, sich in ihrer Funktion missbraucht zu fühlen, indem sie die unerwünschten Nebenwirkungen der Reproduktionsmedizin zu beseitigen hätten.
Betroffene Eltern kritisieren im Rahmen der Sterilitätsbehandlung eine unzureichende bis verharmlosende Aufklärung über die Risiken einer Mehrlingsschwangerschaft und die Tragweite, die mit der Entscheidung für oder wider einen Fetozid einhergehe. Eine Umfrage unter unfruchtbaren Paaren führte jedoch zu dem Ergebnis, dass bei einem Großteil der Wunsch nach einem Kind vorherrschend sei und die Mehrlingsproblematik mit ihren Folgen in den Hintergrund verdränge.